# Altmarkt 21 (Zeitz)

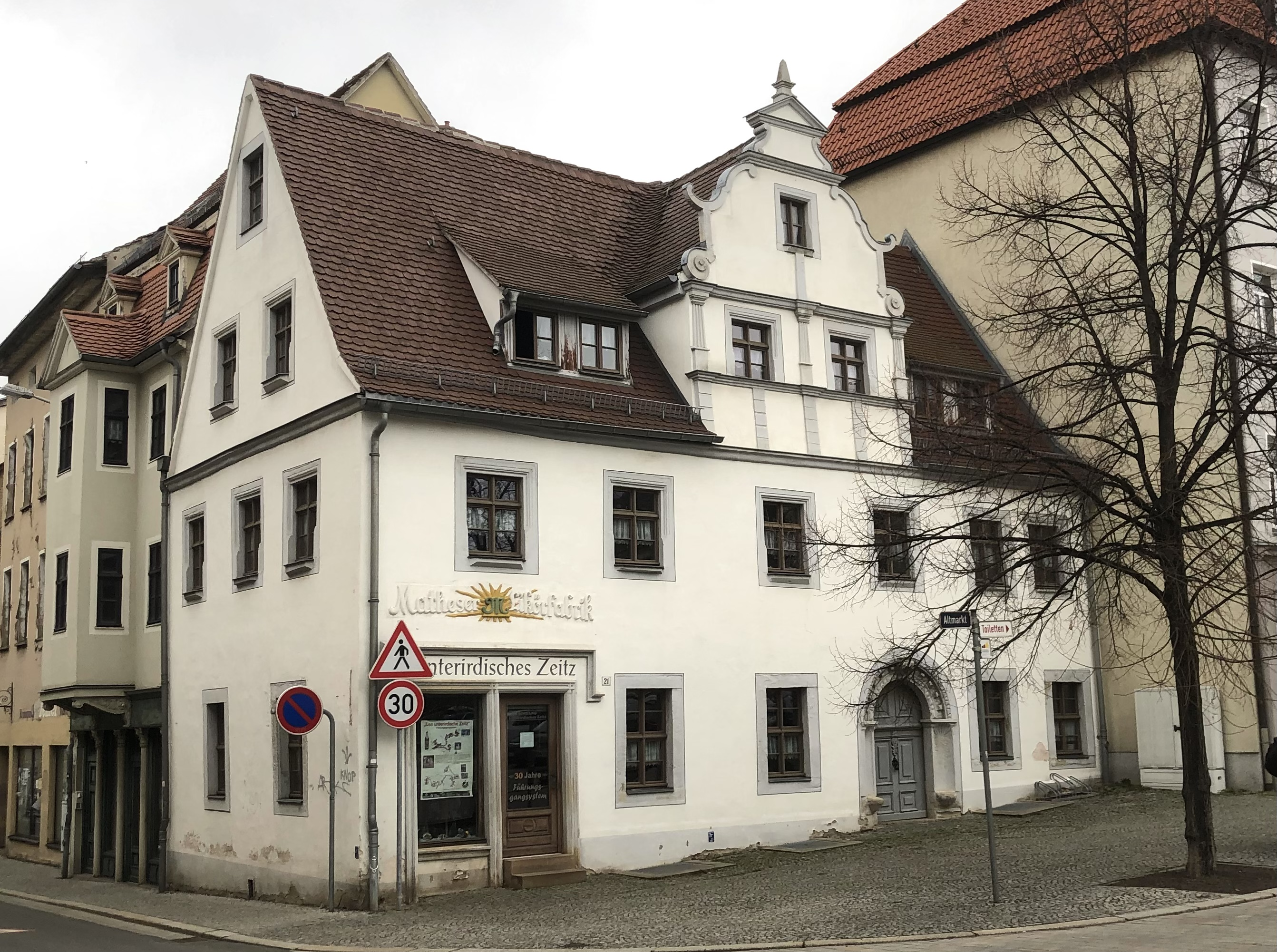
Haus Altmarkt 21 im Jahr 2023

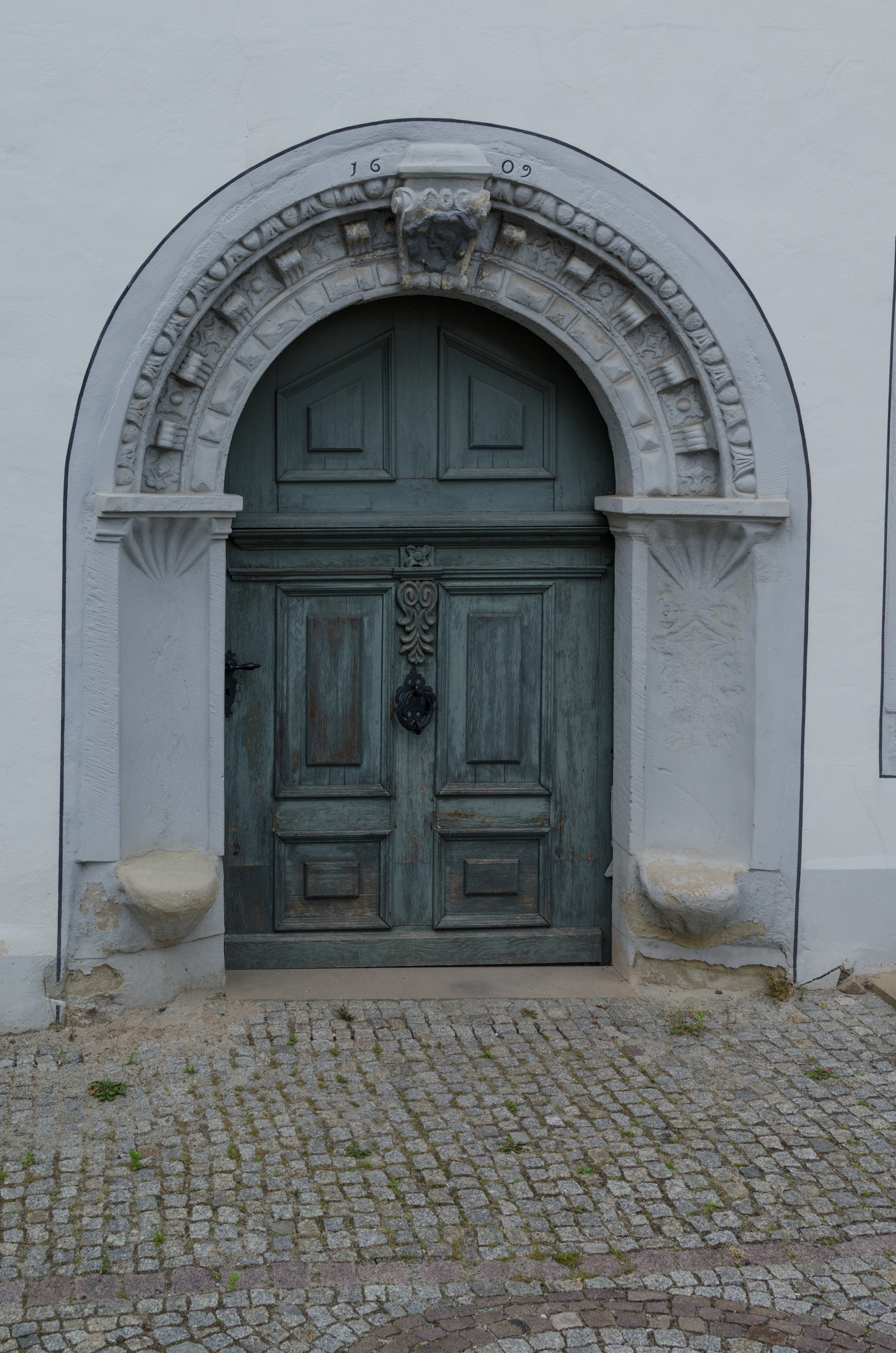
Portal, 2015

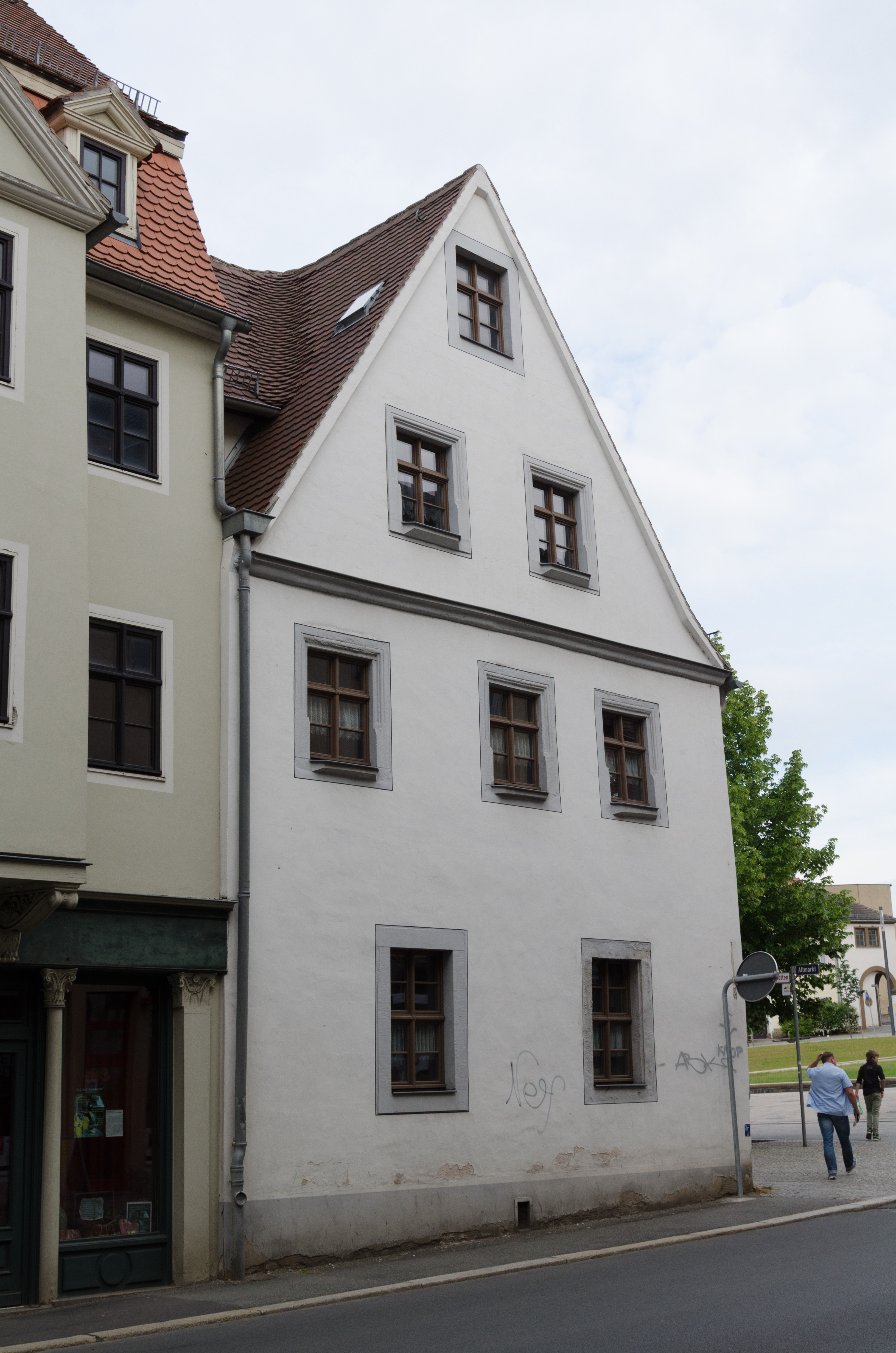
Blick auf den Westgiebel an der Fischstraße, 2015

Das Gebäude Altmarkt 21 ist ein denkmalgeschütztes Wohn- und Geschäftshaus in der Stadt Zeitz in Sachsen-Anhalt.

## Lage
Das Haus befindet sich im Zentrum der Zeitzer Altstadt, in einer markanten Ecklage an der nordwestlichen Ecke des Altmarkts. Unmittelbar westlich des Hauses verläuft die Fischstraße. Nördlich grenzt das gleichfalls denkmalgeschützte Haus Fischstraße 1 an. Der Keller des Gebäudes gehört zur unter Denkmalschutz stehenden Keller- und Ganganlage Unterirdisches Zeitz.

## Architektur und Geschichte
Der zweigeschossige Bau wurde nach einer über dem Portal befindlichen Inschrift im Jahr 1609 aus Bruchsteinen errichtet. Zum Markt hin traufständig ausgerichtet, besteht ein Zwerchhaus mit geschweiftem Giebel. Das dort in der rechten Gebäudehälfte befindliche Portal ist als Sitznischenportal angelegt.
Im Inneren des Hauses befindet sich ein getäfelter Saal mitsamt Holzbalkendecke. Sie ruht auf profilierten Unterzügen mit Schiffskehlen. Die Konsole befindet sich unter Entlastungsbögen. Dort befindet sich als Datierung die Jahreszahl 1608 sowie ein Porträtkopf eines bärtigen Mannes, im Stil einer Baumeisterbüste.
Derzeit (Stand 2023) wird das Haus von der Interessengemeinschaft "Unterirdisches Zeitz" e.V. genutzt. Der Keller des Hauses dient dabei bei Führungen durch das Gang- und Kellersystem unterhalb der Zeitzer Oberstadt als Ausgang aus dem Kellersystem.
Im Denkmalverzeichnis des Landes Sachsen-Anhalt ist das Wohn- und Geschäftshaus unter der Erfassungsnummer 094 85136 als Baudenkmal verzeichnet.